# Nick Oudendag
Nick Oudendag  (Zevenaar, 23 april 1987) is een Nederlands voormalig basketballer. In 2009 en 2014 maakte Oudendag deel uit van het Nederlands nationaal basketbalteam.

## Erelijst
Matrixx Magixx
- NBB-Beker (1): 2007